# Osmoteràpia
L'osmoteràpia és un tractament mèdic que fa servir una injecció intravenosa o l'administració oral d'un agent per induir la deshidratació. L'objectiu de la deshidratació és reduir la quantitat de fluids acumulats al cervell. La primera descripció en la bibliografia mèdica és de l'any 1919.

## Etimologia
Prové de la combinació de les paraules d'origen grec, osmosi i teràpia.

## Tractament
L'osmoteràpia es pot fer servir per al tractament de l'hemorràgia cerebral i l'edema cerebral. Això pot incloure l'ús de manitol per mantenir l'homeòstasi del cervell.